# Aklina
Aklina lub inaczej równik magnetyczny – jedna z izoklin, czyli umownych linii na powierzchni Ziemi lub na mapie specjalnej-geofizycznej, łączących punkty o jednakowej inklinacji magnetycznej (o jednakowym nachyleniu magnetycznym); nazwa „aklina” odnosi się do izokliny, dla której inklinacja jest równa 0°.
Z teoretycznego punktu widzenia punkt powierzchni Ziemi należy do akliny, jeśli wektor natężenia pola magnetycznego Ziemi jest styczny do geoidy.
Aklina przebiega w okolicy równika, ale jest od niego nieco odchylona. Wygląd akliny jest zmienny w czasie, zależny od różnych czynników, kształtujących magnetosferę – wewnętrznych (na przykład związanych z procesami w jądrze Ziemi lub z konwekcją w jej płaszczu) i zewnętrznych (na przykład związanych ze zmiennym oddziaływaniem heliosfery). W okolicy Afryki i Oceanu Indyjskiego znajduje się na północ od równika, a w okolicy Ameryki i Wschodniego Oceanu Spokojnego – na południe od równika.
Bezpośrednią obserwację zjawiska nachylenia magnetycznego umożliwiają proste eksperymenty z użyciem igły magnetycznej zawieszonej na nitce, zamocowanej w środku ciężkości igły. Jeśli znajdziemy się w punkcie aklinicznym, to igła ułoży się poziomo, prostopadle do siły przyciągania grawitacyjnego. Jeśli takie prowizoryczne urządzenie pomiarowe wyposażymy w podziałkę, na przykład kątomierz, to otrzymamy najprostszy inklinometr.